# Menoetius
Menoetius a fost în mitologia greacă unul dintre titani, fiul lui Iapetus și al Clymenei și frate cu [[Atlas]], Epimeteu și Prometeu. A fost trăsnit de către Zeus și prăvălit în Tartar.